# Monstro do Morumbi
José Paz Bezerra, mais conhecido pelo apelido de Monstro do Morumbi (Alagoa Nova, 12 de dezembro de 1945), é um serial killer brasileiro responsável pela morte de mais de 20 mulheres nos estados de São Paulo e no Pará, entre as décadas de 1960 e 1970. Bezerra foi condenado a mais de 60 anos de prisão e cumpriu a pena máxima brasileira - que é de 30 anos - no Presídio São José, em Belém do Pará. Ele está em liberdade desde 2001.

## História

### Primeiros Anos
José Paz Bezerra nasceu na cidade de Alagoa Nova, no interior do estado da Paraíba em 1945. Seu pai sofria de hanseníase, de forma que Bezerra era o principal responsável pelos cuidados com sua saúde. Diante da pobreza extrema em que viviam, sua mãe passou a se prostituir. Posteriormente Bezerra, sua irmã e sua mãe migram para a cidade do Rio de Janeiro, indo morar em uma de suas favelas. Lá a mãe de Bezerra encontrou um novo companheiro, que tolerava a prostituição da mulher. Aos 10 anos Bezerra foge de casa e passa a viver nas ruas do Rio de Janeiro, vendendo balas na estação Central do Brasil. Durante sua adolescência cometeu pequenos delitos, sendo diversas vezes internado em instituições correcionais até completar dezoito anos. Nessa época, alistou-se no Exército Brasileiro. Acusado de pequenos furtos, desertou e desapareceu até o final da década de 1960, quando encontrava-se em São Paulo .

### Crimes em São Paulo
Em julho de 1970 deu-se o primeiro crime. Na noite do dia 16, Iolanda Pacheco, 36 anos, professora solicitou um táxi na Rua Augusta. Um motorista de casaco e cachecol atendeu ao chamado. Ao invés de deixá-la no endereço solicitado, anunciou que a levaria ao Morumbi. Iolanda conseguiu abrir a porta do táxi e se jogou do veículo em movimento. Apesar da denúncia e da elaboração do retrato falado, a polícia não conseguiu identificar o criminoso até outubro de 1970.
No dia 19 daquele mês a polícia foi alertada por populares sobre a presença de um corpo de mulher em um terreno baldio no bairro Real Parque, Morumbi, a um quilômetro do Palácio dos Bandeirantes. A vítima foi encontrada semi-nua, amordaçada com o próprio sutiã e com seus braços e pernas amarrados com pedaços de meias de nylon que envolviam também parcialmente o corpo e a região do pescoço, indicando um estrangulamento. O rosto da vítima estava coberto por hematomas, tornando-o quase irreconhecível. Durante o trabalho da perícia no terreno, um segundo corpo de mulher foi encontrado nas mesmas condições do primeiro. Posteriormente o Instituto de Identificação Criminal do estado de São Paulo identificou as duas mulheres por meio de impressões digitais. A primeira vítima era Nilza Alves Cardoso (23 anos) e a segunda Wanda Pereira da Silva (27 anos).
Até setembro de 1970 outros corpos de vítimas apareceram na Grande São Paulo:
- 19 de julho de 1970: Cleonice Santos, operária, 23 anos. Encontrada em um terreno baldio no Km 23 da Via Anchieta São Bernardo do Campo;
- 20 de julho de 1970: Ana Rosa dos Santos, 47 anos, doméstica. Encontrada em um terreno baldio no Km 23 da Via Anchieta, São Bernardo do Campo;
- 25 de julho de 1970: Vilma Négri, 35 anos, telefonista. Encontrada em um terreno baldio no Jardim Bonfiglioli, Butantã.

O que mais chamou a atenção das autoridades policiais era a frieza do assassino, que largava as vítimas em terrenos baldios sempre da mesma maneira: nuas, amordaçadas, pés e mãos amarrados com pedaços das roupas e com indícios de estrangulamento e violência sexual (constatada posteriormente que era realizada com as vítimas já mortas).
A imprensa inicialmente chamava o criminoso desconhecido de "Estrangulador de São Paulo" e evocava o caso do "Monstro de Guaianases", ocorrido no início dos anos 1950 em São Paulo.
Apesar dos esforços da polícia, nenhuma pista do estrangulador foi encontrada até outubro de 1970. No dia 7 desse mês, ocorreu um furto em uma mansão do Itaim-Bibi. Um copeiro desta furtou jóias avaliadas em 20 mil cruzeiros e desapareceu. Sua companheira era empregada doméstica na mesma mansão e foi interrogada pela polícia. Durante o interrogatório, a empregada Aparecida de Oliveira revelou aos policiais que seu companheiro era o Monstro do Morumbi. Após investigações promovidas em São Paulo e no Rio de Janeiro, a polícia revelou em 14 de outubro que José Paz Bezerra era o responsável pelo estupro e morte das cinco mulheres em São Paulo. Em buscas na casa de Aparecida foram encontrados recortes de jornais sobre o caso e pertences das vítimas como roupas, brincos, colares, entre outros-reconhecidos posteriormente pelas famílias das vítimas. Durante o interrogatório Aparecida contou que em outubro de 1969 ela e José residiram na Vila Mangalot, próximo da Via Anhanguera. Nessa mesma época, duas mulheres foram encontradas mortas pela polícia (que atribuiu suposta autoria de Bezerra a esses crimes):
- 7 de outubro de 1969: Cenira Camorim, 44 anos, professora. Encontrada em um terreno próximo ao Km 14 da Via Anhanguera;
- 18 de outubro de 1969: Alzira Montenegro, 40 anos, vendedora de café. Encontrada no mesmo terreno que Cenira. Diferente das demais vítimas, mortas por asfixia, Alzira foi morta por um tiro.

Nesse momento Bezerra fugiu para a Guanabara, onde moravam sua mãe e irmã. Quando a polícia realizou buscas no estado, Bezerra desapareceu. Bezerra foi procurado, sem sucesso, pelas polícias de São Paulo, Guanabara, Pernambuco (onde testemunhas o viram circulando por Recife), Ceará e Paraíba (seu estado natal) 

### Crimes no Pará
Após fugir do Rio, José tomou carona com vários caminhoneiros até chegar em Belém em novembro de 1970. Ali cometeu novos feminicídios. A polícia de Belém encontrou três corpos:
- 23 de dezembro de 1970: Maria Tereza Marvão, filha de Colombiano Marvão, professora e artista ocultista famosa na região[13], 44 anos. Encontrada no terreno da estação de rádio da Marinha do Brasil em Nova Marambaia;
- 23 de dezembro de 1970: desconhecida, idade indeterminada. Encontrada em um poço no mesmo terreno que Maria;
- 27 de setembro de 1971: Anibalina Martins, comerciária. Encontrada num terreno baldio na Estrada de Benfica, altura do município de Benevides;

Entre esses 3 feminicídios ocorreram duas tentativas, onde as vítimas sobreviveram. Uma conseguiu fugir enquanto que a outra acabou por viver com Bezerra até sua prisão.

### Prisão
Após ser identificado por sua companheira, o "Monstro do Morumbi" foi preso em Belém do Pará em 9 de novembro de 1971. Ali ele portava documentos em nome de Gilberto José Oliveira. Através de dados enviados pelo Instituto de Identificação Félix Pacheco do Rio de Janeiro, foi descoberta a real identidade do Monstro: José Paz Bezerra, nascido na Paraíba em 1945.
Conduzido ao Presídio São José, em Belém, tentou o suicídio em novembro. Durante a apuração dos crimes, Bezerra confessou ter estuprado e assassinado 24 mulheres no período entre 1966 a 1971.

### Julgamento, pena e libertação
Bezerra foi condenado pelo assassinato de 7 mulheres, com pena que ultrapassou mais de cem anos. Inicialmente cumpriu pena em Belém, tendo sido transferido para São Paulo em 1979, onde cumpriu o restante da pena. Em novembro de 2001, quando cumpriu 30 anos de prisão, foi liberado aos 56 anos.